# Air Malawi
Air Malawi Limited era la companyia aèria nacional de propietat estatal de Malawi, amb seu a Blantyre, que operava serveis regionals de passatgers. A causa de la seva situació financera, l'aerolínia es va posar en liquidació voluntària, va anunciar el govern de Malawi el novembre de 2012, i els vols es van suspedre a partir del mes de febrer de 2013.
L'aerolínia va començar a operar l'any 1964 com a filial de Central African Airways, i més tard es va convertir en la companyia aèria nacional i independent de Malawi. Amb l'excepció dels vols de llarga durada a Londres dels anys setanta, la companyia aèria sempre s'ha concentrat en vols nacionals i regionals, des de la seva base principal a aeroport internacional de Chileka, Blantyre.
Air Malawi va tenir tot sovint dificultats financeres al llarg de la seva existència, i el govern de Malawi va intentar privatitzar la companyia aèria en dues ocasions sense èxit. El primer intent el 2003 va fracassar perquè l'adjudicatari, en col·laboració amb South African Airways, no va poder pagar una fiança de seguretat. El segon intent del 2007 va fracassar després de desacords sobre les condicions amb el licitador, Comair, de Sud-àfrica. El govern, a través del seu agent la Comissió de Privatització, va anunciar el setembre de 2012 que s'havia embarcat en una altra recerca per identificar un soci estratègic de capital per a Air Malawi, i el juliol de 2013 Ethiopian Airlines va ser confirmada com a soci en una nova companyia aèria que anomenada Malawi Airlines.

## Història

### Anys de formació (1964-1967)
Air Malawi va començar a operar l'any 1964 com a filial de propietat total de Central African Airways (CAA), que també havia creat Air Rhodesia i Zambia Airways. CAA va subministrar a Air Malawi dos Douglas DC-3 i tres Havilland Canada DHC-2 Beavers per començar a operar els serveis, i també va proporcionar assistència tècnica, equipament i personal. L'1 d'agost de 1964, l'aerolínia va començar els vols entre Blantyre - Salima - Ndola i Beira a Moçambic. El servei de Beira es va operar conjuntament amb DETA. L'aerolínia va començar els serveis a Mzuzu amb els DC-3, i el 18 de febrer de 1965 es va inaugurar un servei Salisbury - Maurici i es va operar a través de Blantyre, Nampula i Antananarivo.
L'any 1967 es va liquidar la CAA i Air Malawi es va independitzar, donant a Malawi una companyia aèria nacional. L'aerolínia va presentar dos Vickers Viscounts ex-CAA, i un Beech C55 Baron es va incorporar a la flota. A finals de 1967, el DC-3 funcionava en tots els serveis domèstics d'Air Malawi. Central African Airways es va dissoldre oficialment el 31 de desembre de 1967, i la responsabilitat de tots els vols va passar a les tres companyies aèries ara independents (Zambia Airways, Air Malawi i Air Rhodesia), de les quals Air Malawi va ser establerta oficialment per una llei del Parlament el 196. La pertinença a l'Associació de Transport Aeri Internacional es va aconseguir l'1 de gener de 1968.

### Operacions independents (1968–1999)
El viscount va entrar en servei fiscal el 2 d'abril de 1968 a la ruta de Blantyre a Johannesburg, i les rutes posteriors van incloure Blantyre-Salisbury i Salisbury-Maurici via Blantyre i Nampula. A finals de la dècada de 1960 i principis de la dècada de 1970 es va modernitzar i normalitzar la flota. Dos HS-748 es van encarregar el maig de 1969, i la companyia aèria va encarregar dos Britten-Norman BN-2A Islanders el juliol de 1969. Els HS-748 es van lliurar el desembre de 1969 i gener de 1970, i els Islanders es van lliurar el novembre de 1969 i setembre de 1970, permetent la venda dels Beech Barons. La companyia aèria va disposar de l'últim dels DC-3 el març de 1970 i el novembre de 1970 va llogar un BAC One-Eleven a Zambia Airways per un termini de dos anys. Amb la incorporació del BAC One-Eleven, Nairobi i Johannesburg es van afegir a la xarxa de flota.
Al febrer de l'any 1972, la companyia aèria va llogar un Vickers VC-10 de British Caledonian, i va entrar en servei en una ruta de Blantyre a Londres. British Caledonian va vendre l'avió a Air Malawi el novembre de 1974, i el servei a aeroport de Gatwick a Londres, via Nairobi, va començar el 3 de desembre de 1974. El 1974, l'aerolínia va començar els vols de Blantyre a Manzini a Swazilàndia amb l'HS-748, i va operar la ruta fins a l'octubre de 1975. A finals de 1975, l'aerolínia operava un VC-10, dos One-Elevens, dos HS-748 i dos Islanders, en una xarxa de rutes que incloïa Amsterdam, Beira, Harare, Johannesburg, Lusaka, Manzini, Ndola, Nairobi, Salisbury i Seychelles.

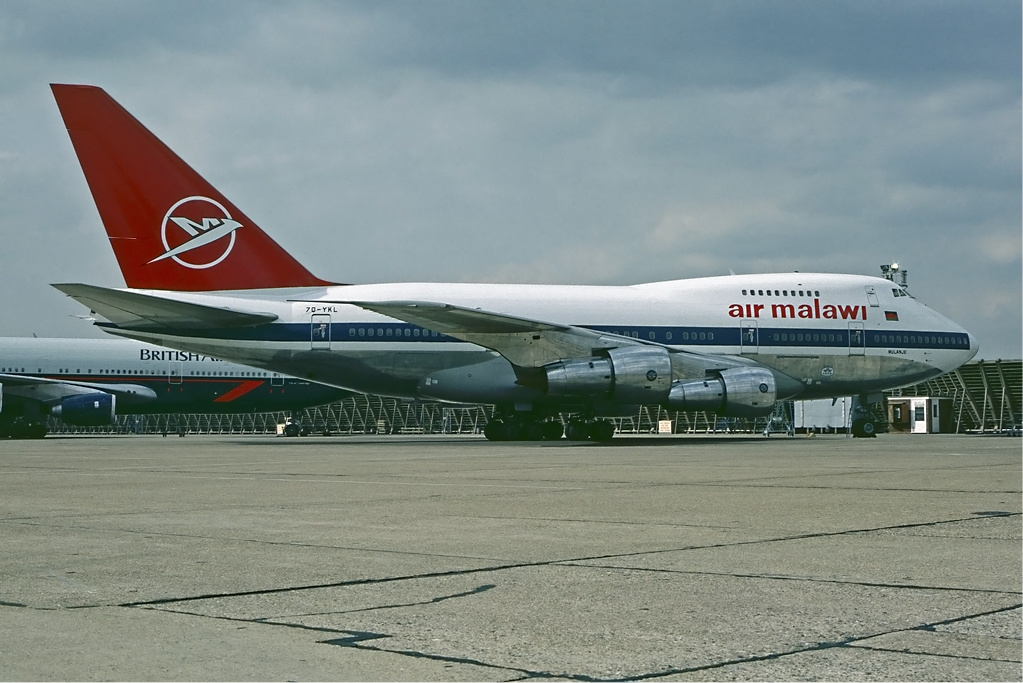
Air Malawi va llogar un Boeing 747SP a l'aeroport d'Heathrow el 1985.

El setembre de 1978, el VC-10 va ser retirat del servei, a causa de l'augment dels costos operatius que suposaven un llast per a l'estabilitat financera de l'aerolínia, i els dos Viscounts van ser venuts a Air Zimbabwe el 1979 i el 1980. El 1980 es van comprar tres Shorts Skyvans i un Beechcraft King Air. L'aerolínia va traslladar els seus vols internacionals el 1983 de Blantyre a Lilongwe amb la inauguració de l'aeroport internacional de Kamuzu, però les seves bases de manteniment van romandre a Blantyre.
L'abril de 1985, la companyia aèria va llogar un Boeing 747SP a South African Airways i va pintar l'avió amb la lliurea d'Air Malawi. L'avió va ser utilitzat només per al viatge del president Hastings Banda a Londres, i va romandre en el registre d'avions civils durant només 40 dies. El 6 de novembre de 1987, un Shorts Skyvan va ser abatut per les forces armades de Moçambic i va matar les 10 persones (8 passatgers i 2 tripulants) a bord. L'avió estava en un vol intern, tot i que l'exèrcit de Moçambic va afirmar que l'avió havia violat l'espai aeri de Moçambic. El juny de 1989, la companyia aèria va demanar dos Boeing 737-500, però abans del lliurament la comanda es va reduir a un Boeing 737-300, el primer dels quals va arribar el maig de 1991. L'abril de 1991, la companyia aèria va demanar dos Boeing 737-300 en un acord valorat en 65 milions de dòlars. L'HS-748 també va ser substituït el 1991 per un ATR 42, i un Dornier 228 es va introduir a la flota el desembre de 1993.

### Dificultats financeres i de propietat (2000–2011)
A l'abril de 2000, es va informar que Air Malawi estava en dificultats financeres i que potser havia hagut de vendre actius per mantenir-se a sanejada, però el departament de relacions públiques de l'aerolínia es va negar a comentar la situació. El govern va decidir privatitzar Air Malawi l'any 2000. 110 empleats van ser acomiadats el març de 2002 per tal d'ajudar a mantenir els costos sota control, amb Mathews Chikaonda, l'antic ministre de Finances de Malawi, va assenyalar que la companyia aèria tenia un excés de personal i era un drenatge a les arques del govern.
Després que el govern de Malawi aprovés una oferta de South African Airways (SAA) i Crown Aviation per prendre una participació en Air Malawi, l'abril de 2003, l'acord amb SAA per donar suport a la companyia aèria va fracassar. El Comitè de Privatització de Malawi va declarar que els licitadors no pagarien una fiança de seguretat de 250.000 dòlars EUA, i el govern volia que SAA prengués una participació en el capital de la companyia aèria, mentre que un executiu de SAA va dir que la companyia aèria tenia interès a donar suport a Air Malawi, però va ser més important per a la companyia aèria que la seva inversió a Air Tanzania funcionés.
El novembre de 2007, es va anunciar que el govern de Malawi estava en converses amb Comair de Sud-àfrica sobre un acord de col·laboració amb Air Malawi. L'acord hauria vist Comair adquirint els drets de trànsit aeri d'Air Malawi, alguns dels actius, inclòs un Boeing 737-300, i el llançament d'una nova companyia aèria que es dirà Comair Malawi . Es va al·legar que Comair només estava interessada a adquirir el 737-300 L'exercici 2007, Air Malawi va obtenir un benefici de 135 milions de K, una millora de la pèrdua de K854 milions que va registrar el 2006. A principis de 2008, les negociacions amb Comair es van trencar en una disputa sobre els termes de l'acord concertat; el govern de Malawi preferia una associació estratègica, mentre que Comair volia prendre una participació del 80% a l'aerolínia.
El setembre de l'any 2008, es va anunciar que el govern de Malawi havia acceptat vendre una participació del 49% d'Air Malawi a Comair, amb Roy Commsy, viceministre de Transports de Malawi, afirmant que el govern insistia en una participació del 49% era en el millor interès de la nació. Es va revelar que Comair compraria la participació del 49% d'Air Malawi per K490.000 (aproximadament 3.500 dòlars EUA), amb una opció per augmentar la participació fins al 80% desitjat.
L'agost de l'any 2009, es va anunciar que Air Malawi estava en negociacions amb Zambezi Airlines per a una possible associació estratègica.
L'octubre de 2009, Air Malawi va iniciar un projecte de entrar en el món del comerç electrònic amb els objectius de reduir costos i proporcionar accés en temps real a les reserves per als clients en línia i les agències de viatges.

### Liquidació d'Air Malawi i creació de Malawi Airlines (2012-2013)
Es va mencionar que Ethiopian Airlines estava fent moviments per tal d'dquirir una participació del 49% d'Air Malawi, després que la comissió d'associacions públiques privades (PPP) de Malawi la declarés l'«ofertador preferit» per ser un soci estratègic de capital de la Malawi Airlines que en breu s'havia de reestructurar., amb la intenció de formar part de la seva estratègia per formar un centre d'Àfrica del Sud, segons un membre de la direcció superior d'Ethiopian Airlines.
El juliol de 2013 es va confirmar Ethiopian Airlines com a nou soci; seria propietari del 49% de la nova companyia aèria, mentre que el govern de Malawi seria propietari del 51%. La nova companyia aèria s'anomenaria Malawi Airlines per tal de treure's de sobre la mala reputació de l'aerolínia, així com evitar «creditors depredadors que intentarien avergonyir l'aerolínia», posant fi a la vida de la companyia aèria després de 46 anys d'existència.

## Assumptes d'empresa

### Propietat i filials
Air Malawi era propietat íntegrament del govern de Malawi.
Com que l'aerolínia estava en liquidació voluntària, a través de la Comissió de Privatització (PC), el govern va reestructurar Air Malawi; va crear una nova empresa, Air Malawi Limited (creada l'any 2012), com a pas cap a la selecció d'un soci estratègic de capital (SEP) competent per adquirir noves accions d'Air Malawi mitjançant un esquema de recapitalització, va dir el conseller delegat de PC Jimmy Lipunga. Va dir, que per tal de mantenir els acords bilaterals de serveis aeri del país, el nivell de participació dins del SEP hauria de portar la participació dels nacionals de Malawi, tant amb el SEP com amb la participació del govern, al 51 per cent.
Amb aquesta finalitat, la nova companyia exclouria les seves filials de propietat total existents, Air Cargo Limited i Lilongwe Handling Company Limited, que es creu que són rendibles, i que posteriorment es desvincularan d'Air Malawi Limited.

### Tendències empresarials
Air Malawi va tenir pèrdues constantment. Les xifres que s'havien anat publicant durant els darrers anys, principalment als informes econòmics del govern de Malawi o a les declaracions dels funcionaris governamentals, es mostren a la taula inferior (per als exercicis fiscals finalitzats el 30 de juny):

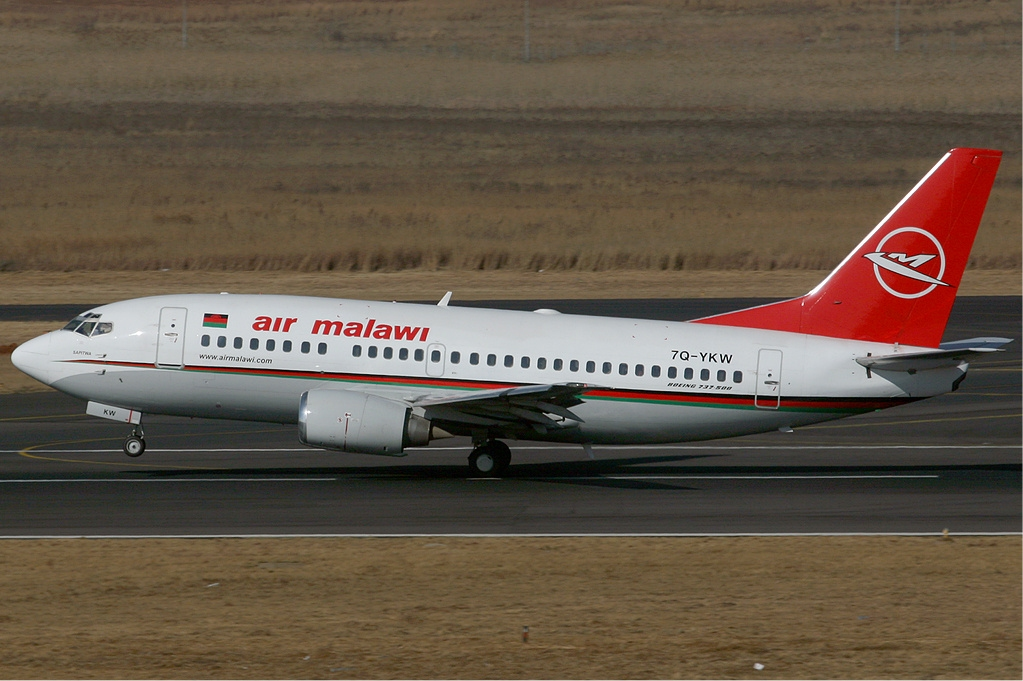
Un Boeing 737-500 d'Air Malawi, fotografiat el 2006.

|                                             | 2004   | 2005   | 2006   | 2007   | 2008   | 2009          | 2010          | 2011   | 2012          |
| ------------------------------------------- | ------ | ------ | ------ | ------ | ------ | ------------- | ------------- | ------ | ------------- |
| Facturació (Km)                             | n/a    | n/a    | n/a    | n/a    | 3,078  | 2,600         | 1,654         | n/a    | n/a           |
| Guanys/Pèrdues nets després d'impostos (Km) | −43    | −730   | −854   | 132    | −922   | −1,471        | −1,169        | n/a    | n/a           |
| Nombre d'empleats (a final d'any)           | n/a    | n/a    | n/a    | n/a    | n/a    | n/a           | n/a           | n/a    | c. 270        |
| Nombre de passatgers (m)                    | n/a    | n/a    | n/a    | n/a    | n/a    | n/a           | n/a           | n/a    | n/a           |
| actor de càrrega de passatgers (%)          | n/a    | n/a    | n/a    | n/a    | n/a    | n/a           | n/a           | n/a    | n/a           |
| Nombre d'avions (a finals d'any)            |        |        |        |        | 3      | 5             | 3             | 3      | 2             |
| Notes/fonts                                 | [ 18 ] | [ 18 ] | [ 19 ] | [ 19 ] | [ 20 ] | [ 20 ] [ 21 ] | [ 20 ] [ 21 ] | [ 21 ] | [ 21 ] [ 22 ] |

## Destinacions
Air Malawi va operar a les destinacions següents, en data de novembre de 2011.
| † | Hub          |
| ¤ | Focus ciutat |

## Flota

### Flota històrica
La flota d'Air Malawi havia inclòs anteriorment els següents avions: